# Elida Janushi
Elida Janushi, właśc. Elida Topçiu (ur. 1 sierpnia 1953 w Devollu) – albańska aktorka.

## Życiorys
W 1974 ukończyła studia na wydziale aktorskim Instytutu Sztuk w Tiranie i podjęła pracę w Teatrze Ludowym (alb. Teatri Popullor) w Tiranie. 
Na dużym ekranie zadebiutowała jeszcze jako studentka w roku 1973, jedną z głównych ról w filmie Brazdat. Zagrała w 7 filmach fabularnych. Za rolę nauczycielki Besy w filmie Shoku ynë, Tilli została uhonorowana nagrodą dla najlepszej aktorki na V Festiwalu Filmów Albańskich. W 2020 z rąk prezydenta Albanii Ilira Mety otrzymała tytuł Wielkiego Mistrza (Mjeshtër i Madh).

## Role filmowe
- 1973: Brazdat jako Nora
- 1981: Shoku ynë, Tilli jako nauczycielka Besa
- 1984: Ëndërr për një karrige jako Vjollca
- 1984: Shokë të një skuadre jako matka
- 1987: Botë e padukshme jako dr Nora
- 1987: Tela për violine jako matka Andona
- 1988: Stolat në park jako żona Aleksa
- 1990: Inxhineri i minierës jako kobieta-inżynier
- 1994: Lamerica jako kuzynka Selima
- 1999: Po vjen ai jako Marjeta